# Parque nacional de Ramkhamhaeng
El Parque nacional de Ramkhamhaeng (en tailandés, อุทยานแห่งชาติรามคำแหง) es un área protegida del norte de Tailandia, en la provincia de Sukhothai. Tiene una extensión de 341 kilómetros cuadrados. Fue declarado parque nacional en el año 1980, como el 18.º parque nacional del país.
Además de restos del reino de Sukhothai, el parque nacional presenta un bosque húmedo exuberante y atractivos naturales como la cascada de Sai Rung.